# Juncus articulatus subsp. articulatus
Juncus articulatus subsp. articulatus é uma subespécie de planta com flor pertencente à família Juncaceae. 
A autoridade científica da subespécie é L., tendo sido publicada em Sp. Pl. 327 (1753).

## Portugal
Trata-se de uma subespécie presente no território português, nomeadamente em Portugal Continental, no Arquipélago dos Açores e no Arquipélago da Madeira.
Em termos de naturalidade é nativa das três regiões atrás indicadas.

## Protecção
Não se encontra protegida por legislação portuguesa ou da Comunidade Europeia.